# Tân Thành, Tân Châu
Tân Thành (tiếng Trung: 滨城区; bính âm: Bīnchéng Qū) là một khu (quận) của thành phố Tân Châu, tỉnh Sơn Đông, Trung Quốc. Đây cũng là trung tâm hành chính của thành phố.

### Nhai đạo
| - Thị Trung (市中街道) - Thị Tây (市西街道) - Bắc Trấn (北镇街道) - Thị Đông (市东街道) | - Bành Lý (彭李街道) - Tiểu Doanh (小营街道) - Tân Bắc (滨北街道) - Lương Tài (梁才街道) | - Đỗ Điếm (杜店街道) - Sa Hà (沙河街道) - Lý Tắc (里则街道) |

### Trấn
- Cựu Trấn (旧镇镇)
- Bảo Tập (堡集镇)

### Hương
- Thượng Tập (尚集乡)
- Tần Hoàng Đài (秦皇台乡)